# Saint-Germain-sur-École
Saint-Germain-sur-École è un comune francese di 366 abitanti situato nel dipartimento di Senna e Marna nella regione dell'Île-de-France.

## Società

### Evoluzione demografica
Abitanti censiti